# Formación Monte León
Formación Monte León es una unidad estratigráfica de la era Cenozoica que aflora en la región del Macizo del Deseado, en la zona centro-este de la provincia de Santa Cruz, Argentina. Posee una singular importancia ya que fue depositada en un ambiente marino, contrastante al ambiente continental que predominaba en el área previamente a la depositación de esta unidad. Por lo tanto la Formación Monte León es indicadora de una ingresión marina dentro del continente.
El área tipo de esta formación se encuentra en la desembocadura del río Santa Cruz en el Océano Atlántico.

## Relaciones estratigráficas
La base de la Formación Monte León se apoya sobre una superficie erosiva que a escala regional se considera como una discordancia angular, producto de una transgresión marina desde el Atlántico. Esto hace que la unidad se apoye indistintamente sobre el Jurásico medio-superior de la Formación Chon-Aike, el Cretácico inferior de la Formación Baqueró o sobre vulcanitas del Eoceno del Basalto Cerro del Doce.
El techo de la Formación posee una relación concordante y un gradual pasaje a los sedimentos continentales de la Formación Santa Cruz,  mientras que en algunas áreas se separa de las coladas basálticas y depósitos aterrazados de edad neógena por una discordancia erosiva.

## Datación
A partir de su contenido fósil de foraminíferos del género bentónico Transversigerina, se le asignó una edad máxima a la base de esta formación de Oligoceno Superior. Por otro lado, dataciones radimétricas 40Ar/39Ar arrojaron una edad de 19,5 Ma para el techo de la formación, correspondiente al Mioceno inferior. Sobre la base de estos datos, actualmente se considera que esta formación se restringe al Mioceno Inferior.

## Litología
La formación se compone de areniscas finas, calizas arenosas y coquinas de colores castaño amarillento a anaranjado. Las areniscas y calizas son de naturaleza muy friable, por lo que los afloramientos suelen estar cubiertos de una capa de arena fina y limo. Estas rocas contienen moldes internos de bivalvos y algunos ostreídos. Las coquinas por otro lado están muy bien consolidadas y suelen contener glauconita, mineral típico de rocas de ambientes marinos.

## Ambiente

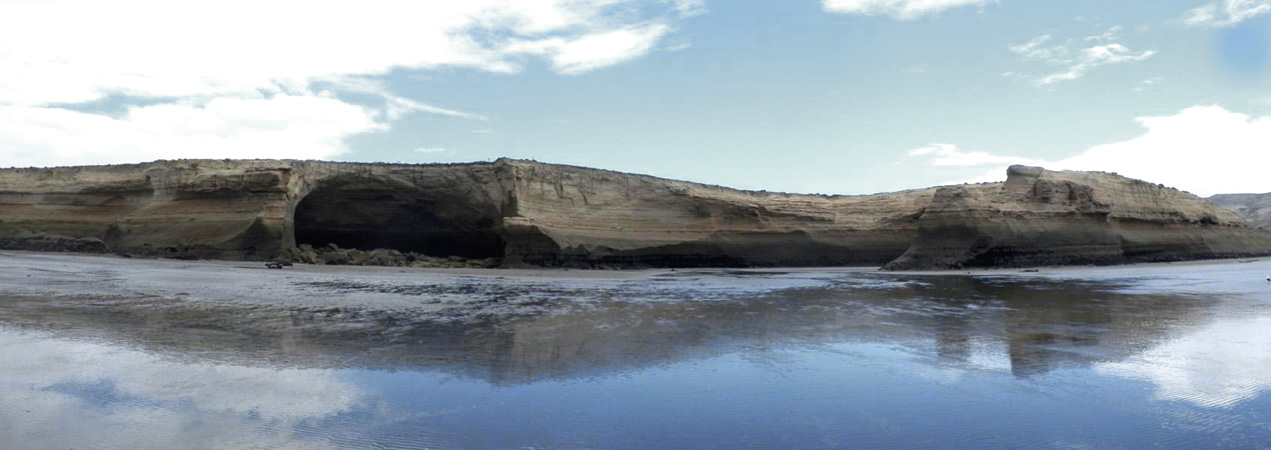
Acantilados labrados en la formación Monte León (Oligoceno-Mioceno) en el parque nacional homónimo. La cueva hacia la izquierda, antes conocida como La Hoya, colapsó en 2006 por acción del mar.

Sobre la base de las asociaciones de foraminíferos observadas junto con la presencia de dinoflagelados, la formación parece haberse depositado en un ambiente marino abierto, de plataforma entre media y externa. El cambio abrupto de facies continentales a marinas junto con la discordancia erosiva en la base de la formación indican que fue producto de una ingresión marina desde el Atlántico, la cual no solo cubrió la faja costera de la provincia de Santa Cruz, sino que alcanzó zonas elevadas alejadas tierra adentro como el Macizo del Deseado.

## Paleontología
Los afloramientos que se encuentran en la desembocadura del río Santa Cruz son portadores de una considerable fauna fósil. Los principales registros incluyen una gran variedad de bivalvos, entre los que se encuentran arcoideos, nuculoideos, venéridos, cardítidos, así como también una importante cantidad de gastrópodos. Dentro de esta unidad se han reconocido también foraminiferos, ostracodos, y distintos tipos de palinomorfos.